# Ölbergandacht

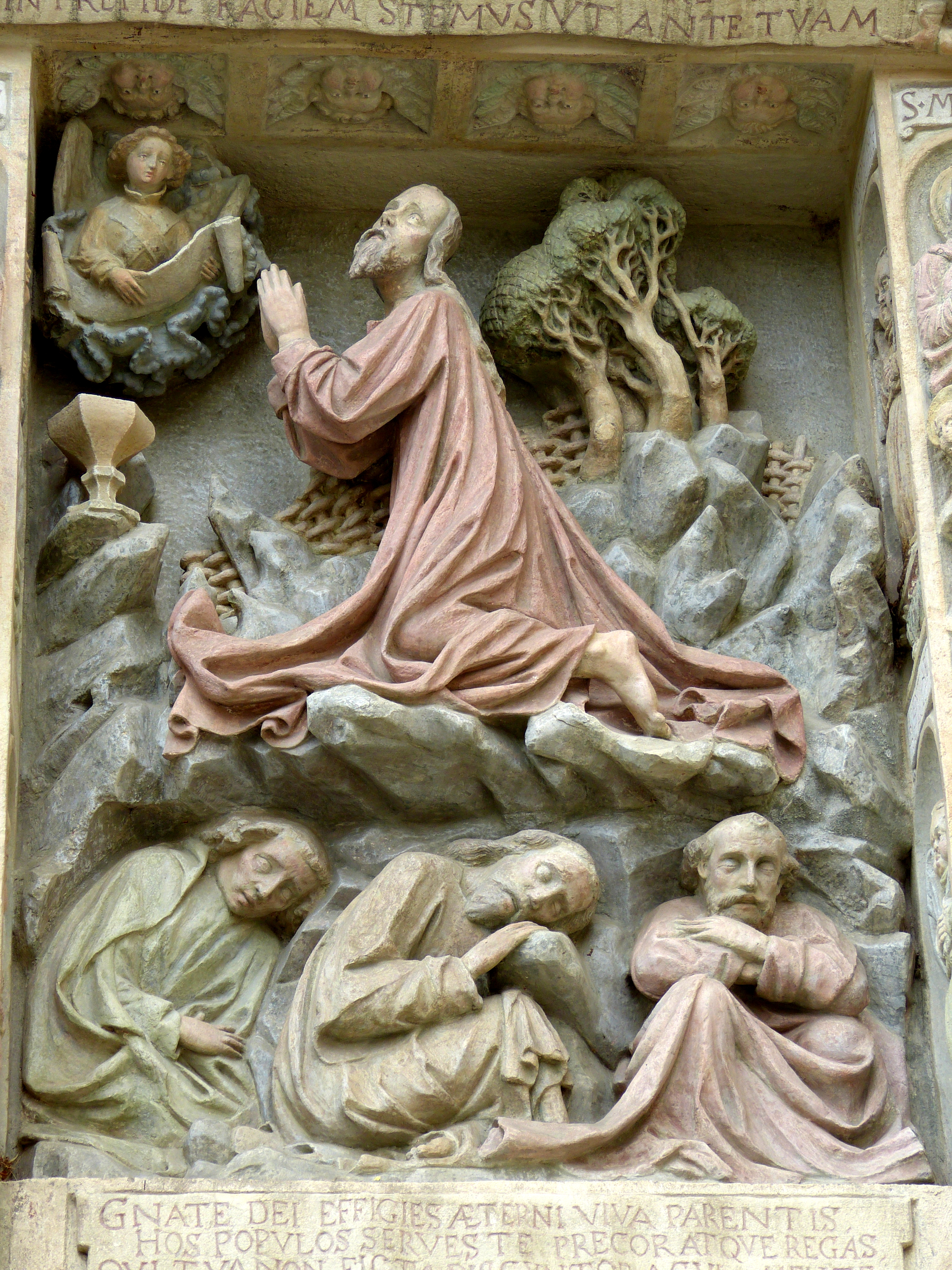
Christus am Ölberg, Relief aus dem 15. Jahrhundert in der Pfarrkirche St. Stefan in Eggenburg

Die Ölbergandacht oder das Ölberggedenken, auch Ölbergstunde oder Heilige Stunde genannt, ist eine aus dem Mittelalter stammende und in der Neuzeit vor allem von den Jesuiten geförderte Frömmigkeitsübung, die an Donnerstagen in katholischen Pfarreien gepflegt wird.
Für den Gründonnerstag sieht die Liturgie der römisch-katholischen Kirche nach der Messe vom letzten Abendmahl die Übertragung des Allerheiligsten in einer Prozession an einen Nebenaltar oder in eine Sakramentskapelle vor. Diese Ölbergstunde, während der die Gläubigen „eine angemessene Zeit hindurch“ in stiller Anbetung verharren, soll wenigstens bis Mitternacht dauern, nach dem Anbrechen des Karfreitags jedoch ohne jede Feierlichkeit sein. Das Allerheiligste wird bei der Ölbergstunde nicht in einer Monstranz ausgesetzt.
In der Ölbergandacht gedenkt man des Gebets und Wachens Jesu am Ölberg, als er angesichts seines nahenden Todes seinen Vater bat, ihm das Leiden zu ersparen wie auch der Mahnung an seine Jünger „Wacht und betet, dass ihr nicht in Versuchung fallt“ (Mk 14,32–42 ). Das Gebet am sogenannten Heiligen Grab einer Kirche ist inhaltlich sehr nahe verwandt mit der Ölbergandacht.
Oftmals wird die Ölbergandacht an den Donnerstagen der österlichen Bußzeit mit der Fastenpredigt verbunden; in einigen Pfarreien existieren aufwendige Nachbauten der Ölbergszenerie (sei es in Seitenaltären oder außerhalb von Kirchen). In der Ikonographie tritt dem knienden, Blut und Wasser schwitzenden Christus ein Trostengel mit einem Kelch (vgl. Lk 22,43 ) entgegen, während die drei Apostel Petrus, Johannes und Jakobus schlafen (die sogenannte Ölberggruppe). In Dietfurt und in Berching haben sich in der Fastenzeit ein mit Fastenpredigt verbundenes szenisches Spiel erhalten. Mancherorts findet eine Heilige Stunde auch am Vorabend des monatlichen Herz-Jesu-Freitags statt.